# فیروزآباد (آذربایجان)
فیروزآباد (به لاتین: Firuzabad) یک منطقه مسکونی در جمهوری آذربایجان است که در شهرستان گوی‌گول واقع شده‌است. این ناحیه توسط پادشاه ساسانیان، خسرو پرویز در اوایل سده هفتم میلادی بنا نهاده شده‌است.